# La Loi du sang (film)
Pour les articles homonymes, voir La Loi du sang (homonymie).
Pour plus de détails, voir Fiche technique et Distribution.
La Loi du sang (Monument Ave. initialement Snitch) est un film américain réalisé par Ted Demme, sorti en 1998.
Il est présenté au festival du film de Sundance 1998. Aux Etats-Unis, il reçoit plutôt de bonnes critiques. Il sort cependant directement en vidéo en France.

## Synopsis
Arrivé il y a quelque temps de Dublin, Bobby O'Grady est désormais membre d'un gang irlandais à Boston. Il travaille pour l'impitoyable Jackie O'Hara. Seamus, jeune cousin de Bobby, est effrayé et souhaite retourner en Irlande. Jackie exige une loyauté absolue de la part de ses hommes. Ainsi, le jour où Jackie commet un meurtre, tout le monde doit se taire.

## Fiche technique
Sauf indication contraire, les informations mentionnées dans cette section peuvent être confirmées par la base de données cinématographiques IMDb,  présente dans la section « Liens externes ».
- Titre original : Monument Ave. (initialement titré Snitch)
- Titre français : La Loi du sang
- Autres titres anglophones : Noose et Talk of the Town
- Réalisation : Ted Demme
- Scénario : Mike Armstrong, avec la participation non créditée de Denis Leary
- Décors : Ruth Ammon
- Costumes : Deborah Newhall
- Photographie : Adam Kimmel
- Montage : Jeffrey Wolf
- Musique : Todd Kasow
- Production : Nicolas Clermont, Ted Demme, Adam Doench, Elie Samaha, Jim Serpico et Joel Stillerman
- Sociétés de production : Apostle, Clinica Estetico, Filmline International, Phoenician Films, Spanky Pictures, The Kushner-Locke Company et Tribeca Productions
- Sociétés de distribution : Miramax / Lionsgate (États-Unis), Aventi Distribution (DVD, France)
- Budget : 11 000 000 $[1]
- Pays d'origine :  États-Unis
- Langue originale : anglais
- Format : couleur (Technicolor) - 1.85:1 - 35 - son stéréo
- Genre : drame criminel
- Durée : 93 minutes
- Dates de sortie[2] :
  -  États-Unis : 20 janvier 1998 (festival du film de Sundance)
  -  États-Unis : 25 septembre 1998
  -  France : 11 septembre 2003 (directement en vidéo[3])

## Distribution
- Denis Leary : Bobby O'Grady
- Colm Meaney : Jackie O'Hara
- Famke Janssen : Katy O'Connor
- Martin Sheen : Hanlon
- Billy Crudup : Teddy
- Ian Hart : Mouse
- Lyndon Byers : Fitzie
- Jason Barry : Seamus
- John Diehl : Digger
- Greg Dulli : Shang
- Jeanne Tripplehorn : Annie
- Kevin Chapman : Mickey Pat
- Noah Emmerich : Red

## Production
Le tournage a lieu dans le Massachusetts, principalement à Boston (Charlestown, East Boston, Bunker Hill, Tobin Bridge, etc.), mais également à Chelsea, Malden, Wellesley et aux abords de la Mystic River.

## Accueil
Le film reçoit des critiques plutôt positives aux Etats-Unis. Sur l'agrégateur américain Rotten Tomatoes, il récolte 90% d'opinions favorables pour 21 critiques et une note moyenne de 6,98⁄10. Sur Metacritic, il obtient une note moyenne de 71⁄100 pour 15 critiques.
Aux États-Unis, le film ne récolte que 333 760 $ au box-office.

## Distinction
Martin Sheen est nommé aux ALMA Awards.